# Hemoflagelado
Um hemoflagelado é um protozoário flagelado parasita do sangue, tal como o tripanossoma.